# 权健事件
权健事件（又称权健传销门，权健案），是权健自然医学集团有限公司（简称权健）被曝光涉嫌夸大宣传、涉嫌非法传销、医疗资质问题、保健食品安全问题等一系列违法行为。

## 涉事企业
2004年由束昱辉创建于天津市，经营范围包括保健食品业、化妆品业、保健用品业、食品饮料业、卫生用品业、医疗服务业、金融行业、机械行业、体育行业等诸多领域。

## 公司事件

### 涉嫌传销
2013年8月7日，权健拿到第40号直销牌照。2017年6月5日之前，其合法直销区域只有天津一地。而早在2012年，就有人以权健的名义从事传销活动并被判刑，但权健本身一直安然无恙，并且规模越做越大。
2017年11月，有人留言反映天津市滨海新区滨海新村东区27栋1楼存在涉嫌传销违法行为。11月28日执法人员到被举报地点核查，发现用A4纸张贴的“按摩、刮痧、测血压、测血糖”等字样，进入104室，室内有3名工作人员，未能提供营业执照。执法人员未发现传销行为。
2018年2月9日，四川乐山出动执法人员40余人次，对沙湾魏坝“权健工作室”进行检查，现场未见开展相关活动，现场收集了有关“权健”的宣传资料共计21份、空置产品外包装箱2个，现场有开展活动的痕迹，存在打“擦边球”违规直销的问题。

### 周洋就诊
周洋出生于2008年，4岁时在北京儿童医院被确诊为骶尾部恶性生殖细胞瘤。2012年，周洋患病的情况被央视报道后，权健的一个王姓联络人也找到了周洋的父亲周二力，告知他权健公司曾花费8000万购买抗癌秘方。当时，周二力被带到了天津权健的办公室，周二力选择相信了权健。周二力在一篇自述文中写到，“（权健）承诺我们说这是小病，三个月就可痊愈，并给孩子拿了几袋药。”
内蒙古女孩周洋的父母误信权健疗法，导致癌症病情恶化，于2015年12月12日离开人世，年仅7岁。
病情恶化期间，一份名为“周洋生殖细胞瘤被权健秘方治愈”的宣传文件在网上流传。为了让权健公司删除网络相关信息并致歉，周二力将权健告上法庭。由于无法证实互联网上的侵权行为出自权健集团官方，赤峰市松山区人民法院判决周二力败诉。

### 虚假广告
2017年6月，权健公司因发布虚假广告，生产经营无标签的食品添加剂或者标签、说明书不符合规定受到行政处罚。2017年权健公司还曾因未在实验室（样品间）设置明显的安全警示标识被处罚4万。
2018年12月14日，湖南湘潭市食品药品监督管理局官网发文称，抽检发现雨湖区权健自然医学健康服务中心经营的批号为20180426的权健牌复康胶囊检验不合格，显示“总砷”含量3.5mg/kg，超出GB 16740-2014《食品安全国家标准 保健食品》1.0mg/kg的标准限值，经复检仍不合格。
2018年12月25日，丁香医生发布文章《百亿保健帝国权健，和它阴影下的中国家庭》指权健集团的几种“专利”疗法和产品涉嫌虚假宣传、传销等诸多问题，其中以火疗法、骨正基鞋垫和负离子磁卫生巾尤为突出，称其为"魏则西式的悲剧"，引起广泛关注。
2018年12月26日凌晨，“权健自然医学官方微博”发布声明回应《百亿保健帝国权健，和它阴影下的中国家庭》文章，称丁香医生诽谤中伤，要求撤销该稿件并刊登道歉声明。对于该声明，丁香医生转发权健声明并回应称：不会删稿，对每一个字负责，欢迎来告。

### 交通事故
2015年12月25日，权健公司永成系统洛阳经销商乘大巴去往权健公司开会，途中发生严重交通事故，死亡2人，伤47人，重伤20人，至2019年1月未获权健公司赔偿。

### 火疗致死
江西广昌49岁女子徐青秀在乘大巴途中，认识了开办权健火疗馆的“谢老师”，在谢的邀请下，做了3天火疗，吃了一堆号称“能把五脏六腑的毒排完”的权健双仁沙棘和权健本草清液，然后，拉肚子到脱肛。2018年12月8日晚，经抢救无效死亡。
2017年4月的一天，43岁的湖南男子邱铁山在邻居邀请下，前往怀化一家“自然医学权健火疗”店体验权健八卦仪。谁知，汗蒸30分钟后癫痫发作，死在火疗店卫生间。

### 擅自违建
2018年6月，权健公司因为未报批建设项目环境影响报告表就擅自建设，且需要配套建设的环境保护设施未经验收合格就投入生产被天津环保部门处罚20万元。 

## 事件处置

### 成立联合调查组
2018年12月27日，天津权健足球俱乐部母公司权健医药集团身陷风波，被指涉嫌虚假宣传、传销等问题，引起广泛关注。天津市人民政府新闻办公室官方微博发布公告，表示已经成立联合调查组进驻权健集团展开核查。联合调查组要求权健做出说明，并致函丁香医生望给线索。
2018年12月27日，天津成立联合调查组进驻权健核查并分成若干小组，分别针对舆情关注的“周洋就诊”、是否涉嫌夸大宣传、是否涉嫌非法传销、医疗资质、保健食品安全等开展工作。
2018年12月28日，“权健事件”联合调查组消息，联合调查组发现天津权健公司部分产品涉嫌存在夸大宣传问题。依据《中华人民共和国反不正当竞争法》第八条，天津市武清区市场监管局已对其涉嫌虚假宣传的违法行为进行立案调查。
2018年12月29日，“权健事件”联合调查组消息，为了确保调查的公正性和权威性，天津市函请国家市场监督管理总局全程监督并指导调查组工作。联合调查组相关负责人表示，对合法的依法保护、违法的坚决打击、违规的取缔整治，调查组全体工作人员将对有关线索一查到底，严格依法处置，毫不手软，给社会公众以负责任的答复。

### 立案侦查
2019年1月1日，权健公司在经营活动中，涉嫌传销犯罪和涉嫌虚假广告犯罪，公安机关已依法对其涉嫌犯罪行为立案侦查。同时，相关部门依法查处取缔不符合消防安全规定的火疗养生场所、开展集中打击清理整顿保健品乱象专项行动。
2019年1月2日，盐城市民宗委针对权健公司在江苏省盐城市大丰区打造的30米鎏金大佛像给当地相关部门出了“难题”——这尊“药师佛像”是不是应该移除？盐城市民族宗教事务局宗教处李姓负责人介绍说，该鎏金大佛像最核心的问题是“它是否露天”。 如果该佛像属于露天的，相关部门可能会采取措施进行整治，比如移除。“如果不是露天的，（我们）没有任何政策法规依据去处罚他。”李姓负责人说。
2019年1月2日，据联合调查组消息，经前期工作发现，权健公司涉嫌传销犯罪和涉嫌虚假广告犯罪，公安机关已于2019年1月1日依法对其涉嫌犯罪行为立案侦查。
2019年1月7日，《天津日报》微信公众号援引“权健事件”等联合调查组消息称，权健公司实际控制人束昱辉等18名犯罪嫌疑人已被依法刑事拘留，对另2名犯罪嫌疑人依法取保候审。
2019年1月7日，广东省市场监督管理局调查发现，权健经备案核准直销网点仅限津湘浙三省市，其余均涉嫌违规。
2019年1月8日，中国铁路北京局集团有限公司、中国铁路济南局集团有限公司表示，由权健集团冠名的“权健集团”号动车组列车受到此事件影响，已被取消冠名。
由权健命名的天津权健足球俱乐部、大连权健足球俱乐部也被当地足协托管、改名。

### 提起公诉
2019年11月14日，天津市武清区人民检察院官网发布消息称，权健自然医学科技发展有限公司、束昱辉等人涉嫌组织、领导传销活动等案，已由天津市武清区人民检察院依法向天津市武清区人民法院提起公诉。

### 开庭审理
2019年11月15日，天津市武清区人民法院官网发布消息称：“天津市武清区人民法院已依法立案受理，该案正在审理中。"
2019年12月16日，天津市武清区人民法院公开开庭审理了被告单位权健自然医学科技发展有限公司及被告人束昱辉等组织、领导传销活动一案。

### 判决
2020年1月8日，天津市武清区人民法院对被告单位权健自然医学科技发展有限公司及被告人束昱辉等12人组织、领导传销活动案一审宣判。被告人束昱辉判处有期徒刑九年，并处罚金人民币五千万元。权健公司被罰人民币一亿元。